# Bænk
En bænk er et møbel, hvor flere mennesker kan sidde ned på samme tid. Bænke er typisk lavet af træ, men kan også være udformet i metal, sten eller syntetiske materialer. Mange bænke har arm- og ryglæn, men der findes også versioner hvor dette er udeladt, således at der kan sidde mennesker på begge sider.

## Forskellige typer af bænke
- Parkbænke som ofte er placeret i offentlige områder og parker såsom Københavnerbænken[1], Frederiksbergbænken[2] og Århusbænken[3]
- Havebænke er meget lignende parkbænke, men tilbyder normalt flere siddepladser på grund af deres længe
- Picnic-borde/bænke, er bænk og bord bygget sammen i en samlet konstruktion. De bruges primært til at spise udendørs, og har siddepladser på begge sider.
- Klaverbænk, der er en bænk uden ryglæn, som anvendes ved klaveret.